# Крымский, Гермоген Филиппович
Гермоге́н Фили́ппович Кры́мский (род. 18 ноября 1937, Олёкминск, Якутская АССР) — советский и российский физик. Академик РАН (с 1997 года). Главный научный сотрудник Института космофизических исследований и аэрономии. Почётный профессор Якутского государственного университета.
Главными направлениями научной деятельности являются физика космических лучей, физика плазмы и солнечно-земная физика. Имеет 300 цитирований на работы, опубликованные после 1986 года. Индекс Хирша — 11.

## Биография
Родился в рабочей семье. В 1959 году окончил физический факультет Якутского государственного университета. После окончания университета был принят на работу в ИКФИА СО РАН. Принимал активное участие в создании комплекса подземного спектрометра, предназначенного для регистрации космических лучей высокой энергии.

## Общественная деятельность
- Член Отделения физических наук (секция общей физики и астрономии) и Сибирского отделения РАН.
- Член Президиума Якутского научного центра СО РАН.
- Действительный член Российской инженерной академии.

## Награды
- Медаль «За доблестный труд. В ознаменование 100-летия со дня рождения В. И. Ленина» (1970)
- Заслуженный деятель науки Якутской АССР (1981)
- Орден Дружбы народов (1982)
- Заслуженный ветеран СО АН СССР (1982)
- Лауреат Государственной премии Республики Саха (Якутия) в области науки и техники (1997)
- Орден «За заслуги перед Отечеством» IV степени (1997)[3]
- Почётная грамота Правительства РФ (2007)
- Орден Республики Саха (Якутия) «Полярная звезда» (2009)[4]
- Орден Почёта (2010)[5]